# Bosham
Bosham ist ein Dorf, Pfarrbezirk, Civil parish und ehemaliger Königshof im District Chichester der Grafschaft West Sussex. Es liegt auf einer Halbinsel vor der Einfahrt zum Hafen von Chichester und hat etwa 3000 Einwohner.

## Geschichte
Bosham ist mindestens seit der Römerzeit besiedelt. Der spätere Kaiser Vespasian landete hier mit der Legio II Augusta im Jahr 42 n. Chr. Reste römischer Gebäude, darunter die eines Mithrastempels, befinden sich im Ortsteil Broadbridge. Der keltische Mönch Dicul errichtete im 7. Jahrhundert eine erste Kirche in Bosham. Um 750 wurde das Dorf Bosanhamm genannt.
Vor der Invasion der Normannen war Bosham ein wichtiger Hafen der Sachsen, der auf der Landkarte der Angelsächsischen Chronik um 890 verzeichnet ist. 
Angeblich ertrank die Tochter Knut des Großen im Mühlbach (Millstream) von Bosham und wurde hier beigesetzt. Hier lag auch der Palast (manor) von Earle Godwine von Wessex und seines Sohnes, des letzten Königs der Angelsachsen Harold Godwinson. Dieser reiste 1064 von hier in die Normandie, wo er mit Wilhelm dem Eroberer um die Herrschaft über England stritt. Der Palast ist in Form einer Säulenhalle auf dem Teppich von Bayeux abgebildet, ebenso wie die Kirche, in der Harold vor seiner Abreise gebetet hatte. Seit 2006 wurde nach dem Palast gesucht. Reste, die man unter einem Haus aus dem 17. Jahrhundert fand, wurden zunächst nicht als die des Palastes identifiziert. Das gelang erst 2024.

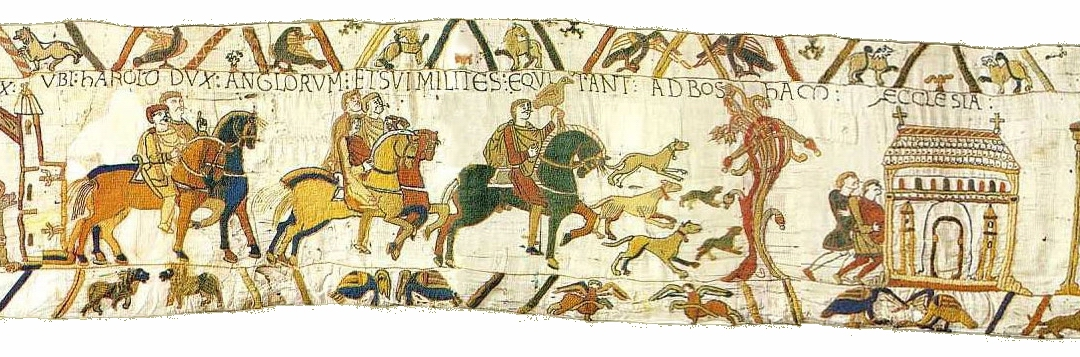
Harold und seine Ritter reiten zur Kirche von Bosham

Nach der Schlacht bei Hastings 1066 soll Earle Godwine in der Nähe der Kirche beigesetzt worden sein. Bereits 1865 war ein Grab entdeckt worden, welches von einigen Experten für das von Godwine gehalten wird.

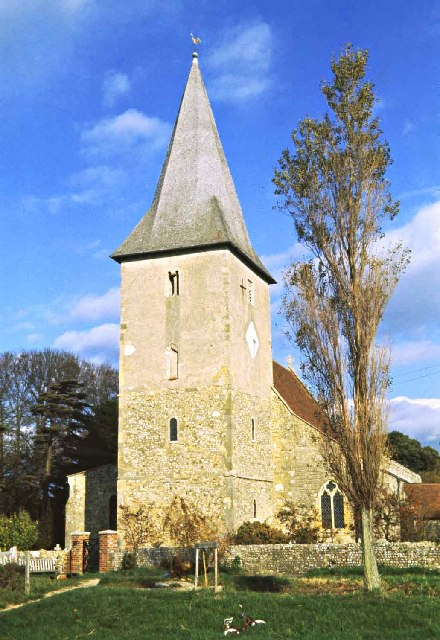
Holy Trinity Church von Bosham. Die Untergeschosse des Turms stammen aus der angelsächsischen Zeit.

Das Domesday Book verzeichnet 1086 erstmals den Bischof von Exeter, damals William FitzOsbern, 1. Earl of Hereford, als den Eigentümer reicher Besitzungen in Bosham und dem benachbarten Chidham.
Während der Pest von 1664 versorgten die Fischer von Bosham die Stadt Chichester, die ihre Tore verschlossen hatte, und genossen anschließend Marktprivilegien. Die Bucht war für ihre Austernzucht bekannt, die nach dem Ersten Weltkrieg ihre Bedeutung verlor.

## Verkehr
An Bosham vorbei führt die Fernstraße A259.
1847 wurde der Ort an die West Coastway Line von Brighton nach Southampton angeschlossen.